# Dlouhá Lhota (Tábori járás)
Dlouhá Lhota település Csehországban, a Tábori járásban. Dlouhá Lhota Košice, Krtov, Turovec, Skopytce és Radenín településekkel határos. Lakosainak száma 165 fő (2024. január 1.).

## Népesség
A település lakosságának változását az alábbi diagram mutatja:
| Lakosok száma | 384  | 343  | 283  | 221  | 165  | 174  | 163  | 160  | 154  | 165  |
|               | 1869 | 1890 | 1921 | 1950 | 1980 | 2001 | 2017 | 2019 | 2022 | 2024 |